# Syzygium micklethwaitii
Syzygium micklethwaitii är en myrtenväxtart som beskrevs av Bernard Verdcourt. Syzygium micklethwaitii ingår i släktet Syzygium och familjen myrtenväxter.

## Underarter
Arten delas in i följande underarter:
- S. m. micklethwaitii
- S. m. subcordatum
- S. m. dryas